# Кнель (жест)

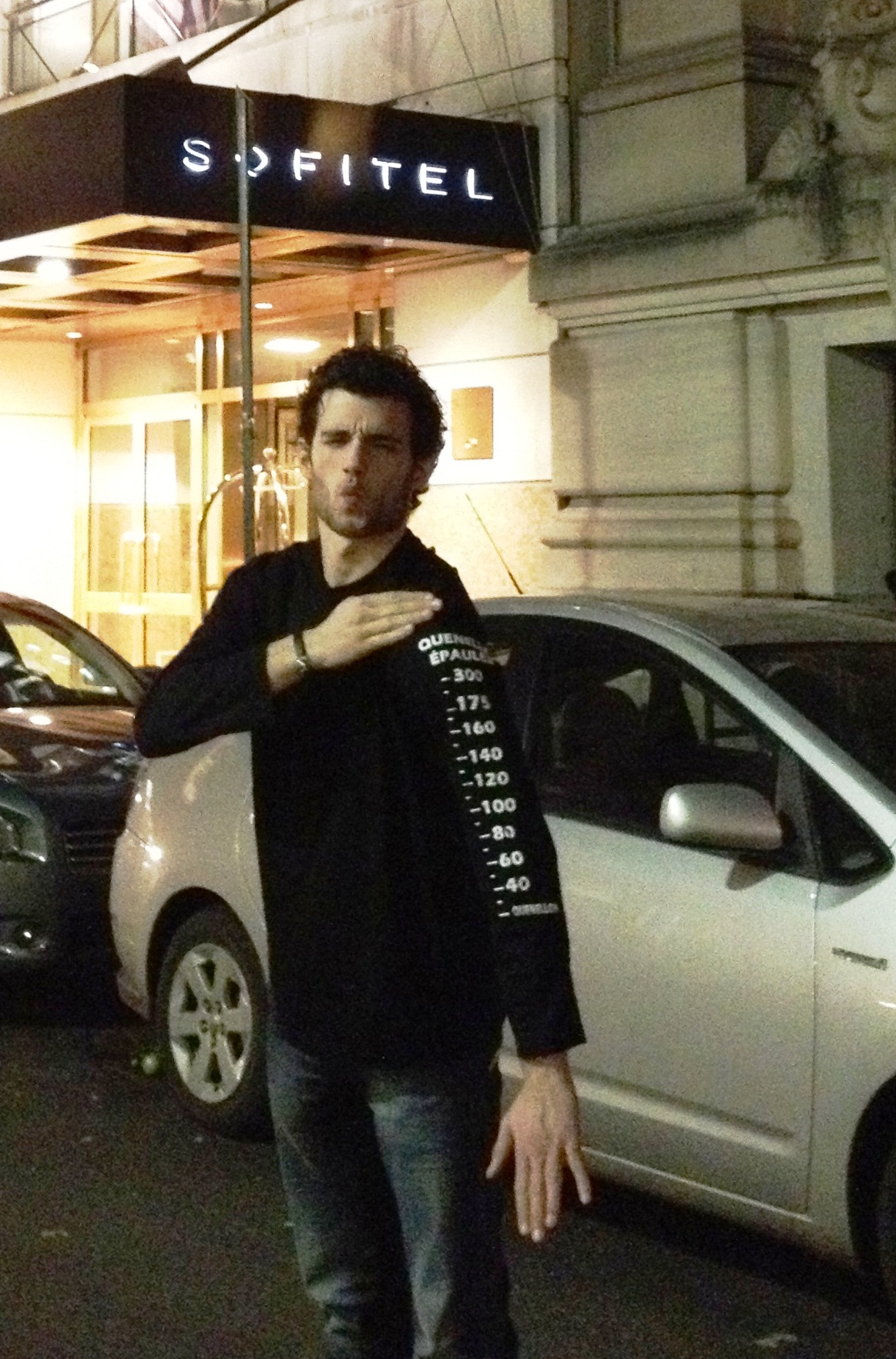
Мужчина демонстрирует жест с помощью специального рукава, на котором отмечены разные «уровни» кнеля

Кнель (от фр. quenelle) — жест, придуманный в 2005 г. французским комиком Дьедонне Мбала Мбала, многократно осуждённым судами Франции и Бельгии за антисемитизм. Жест производится вытянутой вниз одной рукой, пальцы другой руки прижимаются к первой в позиции между кистью и плечом. По утверждению самого комика, жест с его очевидными сексуальными коннотациями (ср. «жест по локоть») направлен против «господствующего класса», но многие рассматривают получивший широкое распространение жест как антисемитский.

## Название
Название жеста происходит от кнелей (мясных или рыбных шариков, приготовляемых с молоком и яйцом; во французской традиции делаются удлинёнными). Считается, что кнель по форме напоминает суппозиторий, поэтому во французском языке выражение «делать кнель» (фр. mettre une quenelle) несёт ассоциацию с фистингом.

## Происхождение
Мбала Мбала — который использует в качестве сценического псевдонима своё имя, Дьедонне — впервые использовал жест в 2005 году в своей программе под названием «1905», при этом произнося фразу «А теперь, когда дельфин видит человека, он … знает, что может нам туда засунуть свой плавник».

Мбала Мбала на предвыборном плакате

В политическом контексте жест был использован тем же Дьедонне в своём предвыборном плакате 2009 года на выборах в Европейский парламент, куда комик пытался избраться от антисионистской партии. Дьедонне тогда заявил, что его целью является «засунуть кнель в зад сионизма».
Сам комик описал жест как вариант «жеста по локоть», но, подобно кнели, более мягкий и менее агрессивный. В то же время еврейские и антирасисткие организации толкуют жест как перевёрнутое нацистское приветствие и проявление антисемитизма.

## Кнель и антисемитизм
Дьедонне, постоянно обращающийся к темам евреев и Израиля, был многократно осуждён судами Франции и Бельгии за антисемитизм, разжигание ненависти, отрицание Холокоста и оправдание терроризма. Сам он описывает себя как антисиониста, но не антисемита. Антисионизм является антисемитизмом, согласно определению, одобренному ЕС, Францией, Парижем и президентом Франции Макроном.
Дьедонне заявил, что будет судить тех, кто сравнивает кнель и нацистское приветствие, в частности, Алена Якубовича, президента Международной лиги по борьбе с расизмом и антисемитизмом. По мнению французских властей, для принятия мер против Дьедонне жест слишком неопределёнен, но в циркуляре от января 2014 года МВД Франции связало кнель с антисемитизмом.